# Хединген
Хединген (нем. Hedingen) — коммуна в Швейцарии, в кантоне Цюрих.
Входит в состав округа Аффольтерн. Население составляет 3318 человек (на 31 декабря 2007 года). Официальный код — 0005.